# الدوري السلوفيني لكرة القدم 1931–32
الدوري السلوفيني لكرة القدم 1931–32 هو موسم من الدوري السلوفيني لكرة القدم ‏. فاز فيه ND Ilirija 1911 ‏.